# 버블 세대
버블 세대(일본어: バブル世代 바부루세다이[*])는 일본에서 1980년대 중반 당시 경기 호황이 본격화하면서 이들이 10대 중후반에 학업을 등지고 취업의 길로 입문하게 되는 세대를 말한다. 그러니까 현역 학생인 상태에서 취업하게 되는 상황을 맞이하게 될 정도이다. 대상 연령층을 보면 시라케 세대의 뒷세대에 해당되는 1964년에서 1970년 사이의 출생자들 대다수가 이에 해당된다. 그리고 버블 세대는 프레 단카이 주니어 세대를 말하는 것이 옳으나, 프레 단카이 주니어 세대로 볼 수 없고, 이 시기가 취업 빙하기에 진입시키는 것과도 관련이 있다.

## 주요 특징
바람 잘 나갔던 단카이 세대나 정치, 사회 등의 분야에 대해 전혀 무관심 상태에 이르는 시라케 세대와 달리 버블 세대는 한국의 IMF 시대와 비슷한 분위기를 가지고 있는 특성을 둔다.

## 같이 보기
- 취업 빙하기
- 일본의 거품 경제 (버블 불경기)
- 동조 압력
- 잃어버린 세대
- 8050 문제
- 대한민국의 IMF 구제금융 요청
- 단카이 주니어 (1969~1974년 출생자를 의미)
  - 포스트 단카이 주니어 (1975~1984년 출생자를 의미)
- 88만 원 세대